# Ondřej Zmrzlý
Ondřej Zmrzlý (* 22. dubna 1999) je český profesionální fotbalista, který hraje na pozici levého obránce či středního záložníka za český klub SK Slavia Praha a za český národní tým.

## Klubová kariéra
S fotbalem začal v lokálním klubu SK Bělkovice-Lašťany, v roce 2005 přestoupil do Sigmy Olomouc, nejprve na hostování, poté na trvalý přestup.
V dresu Sigmy si v roce 2018 zahrál Juniorskou liga UEFA, kde Olomouc došla do play-off. Zmrzlý odehrál 3 zápasy a vstřelil 2 góly.
V září 2018 debutoval v A-týmu Sigmy v utkání třetího kola poháru proti Třinci. Ligový debut si připsal 13. července 2019 v utkání 1. kola na hřišti Viktorie Plzeň. V základní sestavě poprvé hrál 9. listopadu téhož roku na hřišti Fastavu Zlín. Ve své první sezoně odehrál celkem 19 utkání (16 v základní části a 3 v nadstavbové skupině o sestup).
V létě 2020 podepsal se Sigmou novou dlouholetou smlouvu. V ročníku 2020/21 začal pravidelně nastupovat v základní sestavě a 26. září 2020 vstřelil svůj první gól, kterým navíc rozhodl utkání proti Fastavu Zlín.
I v následujících sezónách patřil Zmrzlý mezi nejdůležitější hráče trenéra Václava Jílka. V listopadu 2022 byl za své výkony odměněn nominací do české reprezentace.
V červnu 2023 prodloužil svou smlouvu do konce sezony 2024/25. V lednu 2024 Sigmu opustil po 5 sezónách a 142 soutěžních zápasech, ve kterých vstřelil 17 branek a přidal 17 asistencí.
Dne 5. ledna 2024 přestoupil Zmrzlý do pražské Slavie.

## Reprezentační kariéra
V listopadu 2022 byl Zmrzlý poprvé nominován do české reprezentace. Svého debutu se dočkal 16. listopadu 2022 v přátelském utkání proti Faerským ostrovům.